# Pepe Pótamo
Pepe Pótamo (en inglés original Peter Potamus) es un dibujo animado de un hipopótamo antropomórfico creado por los estudios de animación de Hanna Barbera y sus aventuras tituladas Pepe Pótamo y su globo mágico fueron emitidas por la televisión estadounidense el 16 de septiembre de 1964, dentro del programa infantil titulado el Show de Pepe Pótamo.
 Junto a su serie se emitían asimismo las series de Casioso y Achú y la de los Mosqueteros del Rey: Viva, Bravo y Hurra.
 Tras adquirir la cadena de Televisión ABC los derechos de emisión, el Show de Maguila Gorila fue fusionado con el de Pepe Pótamo. 

## Personajes
- Pepe Pótamo: Pepe, Pedro en algunos lugares de Hispanoamérica, es un hipopótamo de color violeta, vestido con una chaqueta explorador africano, adornada con dos bolsillos en el pecho y ceñida con ancho cinturón negro en la cintura. Sobre su cabeza luce un típico salacot de explorador.
- Soso: (Tico Mico) Es un chimpancé de color marrón que aunque antropomorfo ha sido caricaturizado. Es bajito y acompaña fiel a Pepe en sus andaduras por el mundo y el tiempo. Luce sobre su cabeza una gorra de color azul tipo botones con visera hacia atrás. Viste sobre el cuerpo una camiseta de algodón, de color azul celeste, que le cubre hasta las piernas.

## Argumento
Pepe Pótamo es un simpático y amigable hipopótamo que viaja por el mundo y por el tiempo explorando, gracias a su globo mágico (un barco con un globo aerostático que lo eleva del suelo) acompañado de su fiel Soso. 
Pepe tan solo debe indicar a su barco el tiempo y el lugar y su nave le dirige allá donde el deseé.

Sin embargo cada vez que inicia una aventura, por A o por B, acaba metido en algún lío y se ve perseguido por caníbales, o por indios o por cualquier tipo de problemas.

Por fortuna Pepe tiene un arma secreta que tan solo usa cuando se ve muy apurado. Cuando sus atacantes están a punto de atraparlo, se detiene, hincha sus enormes pulmones, se gira, y abriendo sus enormes fauces, les lanza su Hipo-Huracanado Grito, desatando una ventolera que barre a sus perseguidores dándole tiempo para huir en su globo. 

## Doblaje
- Pepe Pótamo: Interpretado por Daws Butler sonaba como el Humorista Norteamericano Joe E. Brown. En español, Omar Jasso se encargó de dar vida al Hipopótamo.
- Soso: Don Messick mientras que Jorge Arvizu, le daba la voz a Soso.[1]
- El Oso Brezzly: Era interpretado por Howard Morris.
- La foca Sneezly: Interpretada por Mel Blanc.
- Coronel Fuzzby: John Stephenson.[2]
- El Mosquetero Viva: Doug Young.
- El Mosquetero Bravo: Hal Smith.
- El Mosquetero Hurra: Daws Butler.
- El Rey: Hal Smith.[3]

## Episodios de Pepe Pótamo
- Emitidos a partir del 16 de septiembre de 1964, se visionaron 21 episodios repartidos en dos temporadas de la serie Pepe Pótamo hasta el año 1966.
- En el año 1966 cadena ABC compró los derechos de emisión de Pepe Potamo y de Maguila Gorila, aunando ambas series en un programa infantil titulado el Show de Pepe Pótamo.

1ª Temporada 16 de septiembre de 1964 a 1965 
1. Fi Fo Fu (Fee Fi Fo Fun)
2. Leones alrededor (Lion Around)
3. El Trío Cleo(Cleo Trio)
4. No hay reposo para la Peste (No Rest for a Pest)
5. Tirando del vagón del tren (Wagon Train Strain)
6. Monotonia en la Bounty (Monotony on the Bounty)
7. El Buen Harpón (The Good Hood)
8. Las Estrellas de Marte (Stars on Mars)
9. Galletita fantasma (Kooky Spook)
10. La Isla Volante (The Island Fling)
11. El Problema de la cortina (Courtin Trouble)
12. La gran Caperucita Roja (Big Red Riding Hood)
13. El Huracán Hipo (Hurricane Hippo)
14. Como un caballero (What a Knight)

2ª Temporada 1965 - 1966
1. La tarea de la Máscara (Mask Task)
2. Pepe Pre-histérico (Pre-Hysterical Pete)
3. Revoloteo Trivial (Trite Flite)
4. El Estilo de Matrimonio Pepe (Marriage Peter Potamus Style)
5. (Calaboose Caboose)
6. El Ogro Ansioso (Eager Ogre)
7. La Reforma de Tablensteins (The Reform of Plankenstein)

3ª Temporada 1966 - 1967 ABC
1. Vacío e Impuestos (Dept and Taxes)
2. Tiempo equivocado para no ver (Wrong Time No See)
3. América o ruina (America or Bust)
4. Rumor Rebelde (Rebel Rumble)
5. El Regreso de los Peregrinos (Pilgrims Regress)
6. El Incidente de la Ballesta (The Crossbow Incident)

## Casioso y Achú

### Personajes
- Casioso es un oso polar antropomórfico y parlante de una altura considerable. Como oso polar es de color blanco. Su cuerpo husiforme en relación con un gran tronco que se estrecha hacia un largo cuello en el que nace su pequeña cabecita de la que surge un gran morro rosado. Pequeñas extremidades inferiores calzadas con botas y las superiores de tamaño medio. Sobre su cabeza un gorro rojo, con visera y orejeras y por debajo de su largo cuello a la altura de sus hombros descansa una bufanda también roja.
- Achú es la fiel compañera de Casioso. Es una foquita de color turquesa oscuro se viste como un marinero con el cuello blanco de los reclutas, el lazo negro y el gracioso sombrerito de los mismos. Sneezy tiene la particularidad de que si estornuda, puede causar un gran estropicio.[4]
- Los episodios de las aventuras del Casioso y Achú, también conocidos en algunos países como el Oso Gaseoso y Achú ; Breezly y la Foca Sneezy, en inglés.

### Argumento
- Casioso y Achú viven en el Polo Norte, muy cerca de la base Militar Frostbite dirigida por el Coronel Fuzzby aunque a veces le llamen Fusby. Casioso se pasará el tiempo rondando por la base para robar comida o para gozar de sus comodidades.

### Episodios
- Sus aventuras se comenzaron a emitir en cadenas sindicadas Estadounidenses el 16 de septiembre de 1964, conjuntamente a los episodios de Pete Potamo y su Globo mágico y Viva, Bravo y Hurra; Los Mosqueteros del Rey.
- Se emitieron 9 capítulos en un comienzo, pero la serie se trasladó al Show de Maguila Gorila, sustituyendo al Conejo Ricochet y Coyote Droop-a-Long.[5]
- Tras esto se emitieron catorce episodios más.
- A continuación la relación de los 23 episodios emitidos.

1. ª Temporada
  1. No hay lugar como casa (No Place Like Nome)
  2. Todos los disturbios en el Frente Norte (All Riot On The Northern Front)
  3. Misil chasqueado (Missile Fizzle)
  4. Mascarada Masiva (Mass Masquerade)
  5. Permiso Peludo (Furry Furlough)
  6. Ruina Morena (Bruin Ruin)
  7. Pulgas Congeladas (Freezing Fleas)
  8. Estrellas y retortijones (Stars And Gripes)
  9. Amor Blindado(Armoured Amour)
2. ª Temporada
  1. Como la Nieve Vuela (As The Snow Flies)
  2. Snow Biz
  3. Imprevisto (Unseen Trouble)
  4. Nervioso en servicio (Nervous In The Service)
  5. El Cumpleaños Bonanza (Birthday Bonanza)
  6. Wacky Waikiki
  7. Molestias Generales (General Nuisance)
  8. El Auxiliar Novato (Rookie Wrecker)
  9. Noodnick del Norte (Noodnick Of The North)
  10. El Oso más Veloz del Norte (The Fastest Bear In The North)
  11. Tiempo de Nieve, Muestra de Tiempo (Snow Time Show Time)
  12. Cabra a Go-Go (Goat A-Go-Go)
  13. Espía en la Pomada (Spy In The Ointment)
  14. Un mal Viento (All Ill Wind).[6]

### Secuelas
- Casioso y Achú participaron en las Olimpiadas de la risa en el equipo de los Scoobys.
- También acudieron a la búsqueda del tesoro de Yogui.
- Fueron reproducidos en juguetes y tarteras para el almuerzo escolar.[7]

## Bravo, Viva y Hurra

### Personajes
- Bravo: (Yippe) Es un perro de color lila. Bravo es alto. Su morro es alargado de color carne. Sus orejas son largas y negras.
- Viva: (Yappe) Es un perro de color blanco, estatura medio-baja. Viva es corpulento. Su cara queda oculta por el sombrero y de ella tan sólo queda visible su morro corto de color carne y sus orejitas cortas y negras.
- Hurra: (Yahooey) Es un perro de color naranja pequeñito, de cuerpo compacto, de orejitas tiesas, morro
- El Rey: El Rey es un hombre pelirrojo con bigote en forma de sierra. Su pelo está cortado al estilo olla aunque no tiene pelo superior aparente, lo cual queda oculto por su corona clásica de oro con tres puntas. El Rey es de baja estatura y el cuerpo forma un único bloque husiforme con la cabeza. Va vestido de azul con un cuello de piel cruda blanca con manchas negras. Lleva mallas negras, con zapatillas a juego.
- La vestimenta de Los Mosqueteros del Rey: Viva, Bravo y Hurra visten exuberante sombrero de ala de color rojo tocado con una rizada pluma de color rosa. Guantes rojos. Peto Azul con ribete dorado y botas negras de media caña vueltas.
- Como buenos Mosqueteros en ocasiones portan el Mosquete oficial, una especie de trabuco con la bocarda ensanchada para la carga de la estopada, de la pólvora y de la bala las cuales eran comprimidas con una vara.
- Tras ponerse en posición de tiro se procedía al encendido de la mecha de ignición de la mezcla.
- Sin embargo tan sólo los mejores tiradores, es decir aquellos que eran más diestros en el manejo en la espada, (no confundir con el mejor en puntería) recibían el honor de ser nombrado mosquetero.
- En otras ocasiones Viva, Bravo y Hurra hacen alarde del Florete un tipo de espada de gran finura, elasticidad y ligereza, con un filo afiladísimo, que podía usarse con gran soltura, agilidad y rapidez. Por su cualidad de perforar por su finura y de corte por su filo podía provocar graves daños en un oponente que no fuera protegido por una coraza.

### Argumento
- Viva, Bravo y Hurra, son los protectores personales del Rey y del Reino "No se sabe". Se nota en cualquier caso que la idea está basada en los famosos Mosqueteros de Alejandro Dumas, tras esto cualquier parecido con los personajes de Dumas son mera coincidencia, pues Viva, Bravo y Hurra, son catastróficos. Si bien es cierto que se enfrentaran a grandes peligros, como Dragónes y hordas hostiles. El caso es que casi siempre su Rey acabará recibiendo algún golpe, cañonazo, o aparatosa herida por su culpa.

### Episodios
- Sus aventuras se comenzaron a emitir en cadenas sindicadas Estadounidenses el 16 de septiembre de 1964, conjuntamente a los episodios de Pete Potamo y su Globo mágico y Casioso y Achú. La serie constó de 23 capítulos repartidos en tres temporadas.

1. ª Temporada[8]
  1. Los Voluntarios (The Volunteers)
  2. El Negro Bart (Black Bart)
  3. Doble Dragón (Double Dragon)
  4. Fugitivo Legal (Outlaw In-Law)
  5. La defensa del caballo volador (Horse Shoo Fly)
  6. Niño Salvaje (Wild Child)
  7. ¿Cuál es la Bruja? (Witch is Which?)
  8. Sabio Graznido (Wise Quacking)
  9. Marinos tontos (Nautical Nitwits)
  10. Trabajo Robado (Job Robbed)
  11. Mazorca en el Unicornio (Unicorn on the Cob)
  12. La Ruta del Ratón (Mouse Rout)
  13. (Handy Dandy Lion)
2. ª Temporada
  1. Cumpleaños Seliz (Sappy Birthday)
  2. El Rey de Las Piaras (King of the Roadhogs)
  3. El Pícnic del amigo de Palacio (Palace Pal Picnic)
  4. La Siesta del Rey (Sleepy Time King)
  5. Pastel de Mirlo (Pie Pie Blackbird)
3. ª Temporada ABC
  1. ¿Que sexto está sucediendo? (What the Hex Going On?)
  2. Desalojo de Alcaparras (Eviction Capers)
  3. Héroe emparedado (Hero Sandwiched)
  4. Trono para un perdedor (Throne for a Loss)
  5. Ruibarbo Real (Royal Rhubarb)

## Otras Apariciones
- Pepe Potamo y So So apareció en El arca loca de Yogi y su spin-off de la serie Clan del Oso Yogui
- La estrella invitada, Pepe Potamo, aparece en algunos episodios de Yogi's Treasure Hunt (1985).
- Pepe Potamo hace un cameo como Capitán de un barco a Tahitì en The Good, the Bad, and Huckleberry Hound (1988).
- Peter Potamus apareció en forma de adolescente en la década de 1990 la serie Yo Yogi (1991), donde fue interpretado por Frank Welker. Él y tan-tan, se mostró a tener una tienda de plantas en Jellystone centro comercial llamado Palacio Planta Peter Potamus '. En "Tricky Dickie's Dirty Trickies", que se demuestra que es alérgica a varas de oro.
- Pepe Potamo y So-So hicieron un cameo en El Laboratorio de Dexter como robots en el episodio "Chubby Chesse"
- Pepe Potamo también fue un personaje recurrente en Harvey Birdman: Attorney at Law (2000), en la que interpreta a un vago, abogado de mala calidad que está obsesionado siempre con estríperes, sándwiches y si tienes "esa cosa [que] sentcha.", En la que se expresa con un acento de Brooklyn por Joe Alaskey y luego la voz de Chris Edgerly. En ella, él es un hipopótamo sexualmente cargada de trabajo en la empresa con Harvey Birdman. Peter tiene la frase de marca, "¿Lo has entendido lo que te envié?". Desde el episodio 6 de la temporada 3, el regreso de Birdgirl, las manos de Pedro han sido cambiados para muñones.
- En el Videojuego del Mismo Nombre, Harvey Birdman: Attorney at Law (2008), Pepe Potamo aparece un los frecuentes de Birdman.

## Curiosidades
- Según el animador escolar Mark Evarnier, durante años se produjo un error en la información de los archivos de Hanna-Barbera que afirmaban que el Doblador era Hal Smith.[9]
- Según el historiador de dibujos animados Mike Tiefenbacher, las aventuras de Pepe Potamo, jamás añadieron a su título "y su Globo Mágico", este título pudo derivarse de alguna campaña de publicidad de las cadenas sindicadas estadounidenses.[10]
- El Show de Pepe Pótamo recibió este nombre realmente cuando tras dos años de emitirse sus episodios, fueron adquiridos sus derechos de emisión por la cadena ABC lo cual fue alrededor de 1966.[11]

## Otros idiomas
- Pepe Potamo en Español
- Peter Potamus in English
- Pedro Potamo para Hispanoamérica
- Casioso y Achú en castellano
- El Oso Gaseoso y Achú en Español
- Breezly y Sneezly in English
- Viva, Bravo y Hurra en Español
- Yippe, Yappe and Yahooey in English
- Mosquito, Mosquete e Moscado ao Brasil